# Rainer Karlsch
Rainer Karlsch (* 3. April 1957 in Stendal) ist ein deutscher Wirtschaftshistoriker, der insbesondere durch eine umstrittene Studie zur Entwicklung einer deutschen Atombombe im Zweiten Weltkrieg bekannt wurde.

## Leben
Rainer Karlsch studierte Wirtschaftsgeschichte an der Humboldt-Universität zu Berlin und wurde 1986 zum Dr. oec. promoviert. Anschließend war er Mitarbeiter am Lehrstuhl für Wirtschafts- und Sozialgeschichte der Humboldt-Universität zu Berlin, der Historischen Kommission zu Berlin und der Freien Universität Berlin.

## Werk
Bekannt wurde Karlsch mit seinen Forschungen zur Geschichte der Reparationen in der SBZ/DDR. Für sein 1993 erschienenes Buch Allein bezahlt? Die Reparationsleistungen der SBZ/DDR 1945–53 erhielt er den Ersten Preis der Leonhard-Stinnes-Stiftung für Unternehmensgeschichte.
Anschließend widmete er sich der Geschichte des Uranbergbaus der Wismut AG bzw. SDAG Wismut in Sachsen und Thüringen. Sein Buch Uran für Moskau gilt bis heute als Standardwerk. Gemeinsam mit Rudolf Boch gab er im Jahr 2011 zwei Bände Uranbergbau im Kalten Krieg heraus, die auf Recherchen in russischen und deutschen Archiven beruhen.
Weitere von ihm verfasste bzw. herausgegebene Bücher sind: Strahlende Vergangenheit. Studien zur Geschichte des Uranbergbaus der Wismut (1996), Urangeheimnisse. Das Erzgebirge im Brennpunkt der Weltpolitik (2002, zusammen mit Zbyněk Zeman), Sowjetische Demontagen in Deutschland 1944–1949 (2002, zusammen mit Jochen Laufer) und Faktor Öl. Die Mineralölwirtschaft in Deutschland 1859–1974 (2003, zusammen mit Raymond Stokes).

## Kontroverse zur Kernwaffenentwicklung in der Zeit des Nationalsozialismus
In seinem im Jahr 2005 erschienenen Buch Hitlers Bombe. Die Geheime Geschichte der deutschen Kernwaffenversuche deutete Karlsch die deutsche Rüstungsforschung während der beiden letzten Jahre des Zweiten Weltkrieges neu. Lange Zeit hatte das Uranprojekt um Werner Heisenberg und Carl Friedrich von Weizsäcker im Mittelpunkt des Interesses gestanden (für eine Zusammenfassung der Arbeit des Uranprojekts siehe die Studie von Mark Walker). Karlsch zeigte, dass noch andere Gruppen die Kerntechnik erforschten und dabei ihr Augenmerk nicht nur auf einen funktionsfähigen Reaktor richteten, sondern bewusst und zielstrebig an der Entwicklung von Kernwaffen arbeiteten.
Karlsch machte neue Quellen ausfindig, die seine Thesen stützen sollten, darunter mehrere Berichte des sowjetischen Militärgeheimdienstes GRU, die Stalin samt einer wissenschaftlichen Beurteilung über einen angeblich durchgeführten „Atomtest“ in Thüringen zur Kenntnis gebracht wurden. Es habe erfolgreiche Tests kleiner atomarer Versuchsanordnungen gegeben, obschon es den Wissenschaftlern im „Dritten Reich“ nur gelungen sei, kleine Mengen von angereichertem Material herzustellen.
Karlsch postulierte (neben der Verwendung von Uran-235 oder Plutonium) eine dritte Möglichkeit, eine atomare Waffe herzustellen: durch die Fusion leichter Elemente, welche durch eine nukleare Hohlladung zustande kommen. So sei es deutschen Forschern gelungen, eine Atomwaffe herzustellen und im März 1945 zu testen. Diese habe mit einem Wirkungsradius von 500 Metern nur die Auswirkung einer taktischen Kernwaffe gehabt.
In einer Rezension dieses Buches schrieben im Dezember 2005 zwei Wissenschaftler des Max-Planck-Instituts, die von Karlsch behauptete Bombe „gab es schlichtweg nicht“: „Entgegen der Verlagsankündigung muss die Geschichte der Uranforschung im Dritten Reich nicht neu geschrieben werden – aber unter dem Eindruck von Karlschs Forschungsergebnissen sehr wohl präzisiert und fortgeschrieben“.
Von der Physikalisch-Technischen Bundesanstalt (PTB) in Braunschweig wurden 2005 im Auftrag des ZDF stichprobenhaft oberflächennah entnommene Bodenproben aus Ohrdruf auf Radionuklide untersucht, die nach einer von Karlsch behaupteten Kernwaffenexplosion aufgetreten wären. Im Februar 2006 gab die PTB bekannt, die Messwerte hätten keinerlei Hinweise darauf ergeben, „dass andere Quellen als der Fallout oberirdischer Atombomben-Tests in den 1950er/1960er Jahren und der Reaktorunfall in Tschernobyl im Jahr 1986 für die Bodenkontaminationen verantwortlich“ seien; für eine vermutete Kernexplosion gebe es „keinen Befund“. Zugleich sei durch derartige Stichproben-Analysen ein wissenschaftlicher Gegenbeweis nicht zu erbringen: „Eine endgültige Bewertung der historischen Zusammenhänge ist damit weiterhin offen.“

## Veröffentlichungen (Auswahl)
- Allein bezahlt? Die Reparationsleistungen der SBZ/DDR 1945–1953. Ch. Links, Berlin 1993, ISBN 3-86153-054-6 (Reprint Elbe-Dnjepr-Verlag, Klitzschen 2004, ISBN 3-933395-51-8).
- als Herausgeber mit Harm Schröter: „Strahlende Vergangenheit“. Studien zur Geschichte des Uranbergbaus der Wismut. Scripta Mercaturae, St. Katharinen 1996, ISBN 3-89590-030-3.
- mit Raymond Stokes: Die Chemie muß stimmen. Bilanz des Wandels. 1990–2000. Edition Leipzig, Leipzig 2000, ISBN 3-361-00508-6.
- mit Zbynek Zeman: Urangeheimnisse. Das Erzgebirge im Brennpunkt der Weltpolitik 1933–1960. Ch. Links, Berlin 2002, ISBN 3-86153-276-X (4., durchgesehene Auflage. ebenda 2010, ISBN 978-3-86153-276-7).
- als Herausgeber mit Jochen Laufer: Sowjetische Demontagen in Deutschland 1944–1949. Hintergründe, Ziele und Wirkungen. Werner Matschke zum 90. Geburtstag (= Zeitgeschichtliche Forschungen. Bd. 17). Duncker & Humblot, Berlin 2002, ISBN 3-428-10739-X.
- mit Raymond G. Stokes: Faktor Öl. Die Mineralölwirtschaft in Deutschland 1859–1974. C. H. Beck, München 2003, ISBN 3-406-50276-8.
- Hitlers Bombe. Die geheime Geschichte der deutschen Kernwaffenversuche. Deutsche Verlags-Anstalt, München 2005, ISBN 3-421-05809-1[4] (Auch: (= dtv Sachbuch 34403). Deutscher Taschenbuch-Verlag, München 2007, ISBN 3-423-34403-2; in niederländischer Sprache: Hitlers bom. Hoe Nazi-Duitsland nucleaire wapens testte in een laatste wanhopige poging om de oorlog te winnen. Lannoo, Tielt 2005, ISBN 90-209-6299-X; in italienischer Sprache: La bomba di Hitler. Lindau, Torino 2006, ISBN 88-7180-598-4; in polnischer Sprache: Atomowa bomba Hitlera. Historia tajnych niemieckich prób z bronią jądrową. Województwo Dolnośląskie, Wrocław 2006, ISBN 83-7384-512-7).
- mit Michael Schäfer: Wirtschaftsgeschichte Sachsens im Industriezeitalter. Edition Leipzig, Leipzig 2006, ISBN 3-361-00598-1.
- Demographie in der DDR. Sozial- und theoriegeschichtliche Aspekte der Entwicklung einer Wissenschaftsdisziplin (= Edition IFAD. Historische Reihe. Bd. 7). Institut für angewandte Demographie, Berlin 2007, ISBN 978-3-940470-04-1.
- mit Mark Walker: New light on Hitler‘s Bombe. In: Physics World, 1. Juni 2005.
- als Herausgeber mit Heiko Petermann: Für und Wider „Hitlers Bombe“. Studien zur Atomforschung in Deutschland (= Cottbuser Studien zur Geschichte von Technik, Arbeit und Umwelt. Bd. 29). Waxmann, Münster u. a. 2007, ISBN 978-3-8309-1893-6.
- Uran für Moskau. Die Wismut – eine populäre Geschichte. Ch. Links, Berlin 2007, ISBN 978-3-86153-427-3 (3., durchgesehene Auflage. ebenda 2008).
- Vom Licht zur Wärme. Geschichte der ostdeutschen Gaswirtschaft 1855–2008. Hrsg. VNG Verbundnetz Gas Aktiengesellschaft, Nicolai’sche Verlagsbuchhandlung, Berlin 2008, ISBN 978-3-89479-490-3.
- mit Zbynek Zeman: Uranium Matters. Central European Uranium in International Politics. 1900–1960. Central European University Press, Budapest u. a. 2008, ISBN 978-963-977600-5.
- mit Paul Werner Wagner: Die Agfa-Orwo-Story. Geschichte der Filmfabrik Wolfen und ihrer Nachfolger. Verlag für Berlin-Brandenburg, Berlin 2010, ISBN 978-3-942476-04-1.
- als Herausgeber mit Rudolf Boch: Uranbergbau im Kalten Krieg. 2 Bände, Ch. Links, Berlin 2011, ISBN 978-3-86153-653-6.
- Leuna – 100 Jahre Chemie. Janos Stekovics, Wettin-Löbejün 2016, ISBN 978-3-89923-355-1.
- mit Manfred Grieger und Ingo Köhler: Expansion um jeden Preis. Studien zur Wintershall AG zwischen Krise und Krieg 1929-1945. Societäts-Verlag, Frankfurt 2020, ISBN 978-3-95542-378-0
- "Das Chemie-Dreieck bleibt!". Die Privatisierung der ostdeutschen Chemie- und Mineralölindustrie in den 1990er-Jahren. Ch. Links Verlag, Berlin 2024, ISBN 978-3-96289-215-9
- mit Manfred Grieger: Treibstoff für den Weltkrieg. Die Deutsche Erdöl AG, 1933-1945. Societäts-Verlag, Frankfurt 2024, ISBN 978-3-95542-511-1